# Ctenognophos orientalis
Ctenognophos orientalis là một loài bướm đêm trong họ Geometridae.